# Chelonus plesius
Chelonus plesius är en stekelart som först beskrevs av Henry Lorenz Viereck 1925.  Chelonus plesius ingår i släktet Chelonus och familjen bracksteklar. Inga underarter finns listade i Catalogue of Life.